# Associazione Sportiva Lucchese Libertas 1999-2000
Questa voce raccoglie le informazioni riguardanti l'Associazione Sportiva Lucchese Libertas nelle competizioni ufficiali della stagione 1999-2000.

## Stagione
Nella stagione 1999-2000 la Lucchese disputò il ventisettesimo campionato di terza serie della sua storia, partecipando alla serie C1 girone A.

## Rosa
| N. |                    | Ruolo | Calciatore            |
| -- | ------------------ | ----- | --------------------- |
|    | Italia (bandiera)  | P     | Marco Ambrosio        |
|    | Italia (bandiera)  | P     | Federico Bigliazzi    |
|    | Italia (bandiera)  | P     | Ciro Polito           |
|    | Italia (bandiera)  | P     | Denis Zanardo         |
|    | Italia (bandiera)  | D     | Simone Angeli         |
|    | Italia (bandiera)  | D     | Samuele Barsotti      |
|    | Francia (bandiera) | D     | David Bettoni         |
|    | Brasile (bandiera) | D     | Fábio Eduardo Cribari |
|    | Italia (bandiera)  | D     | Luca Del Chiaro       |
|    | Italia (bandiera)  | D     | Giacomo Chini         |
|    | Italia (bandiera)  | D     | Ciro Ferrara          |
|    | Italia (bandiera)  | C     | Salvatore Papotto     |
|    | Italia (bandiera)  | D     | Moreno Longo          |
|    | Italia (bandiera)  | D     | Marcello Montanari    |
|    | Italia (bandiera)  | C     | Federico Bettoni      |
|    | Italia (bandiera)  | C     | Andrea Boscolo        |

| N. |                   | Ruolo | Calciatore          |
| -- | ----------------- | ----- | ------------------- |
|    | Italia (bandiera) | C     | Angelo Buglio       |
|    | Italia (bandiera) | C     | Silvio Giusti       |
|    | Italia (bandiera) | C     | Massimo Lombardini  |
|    | Italia (bandiera) | C     | Francesco Marianini |
|    | Italia (bandiera) | C     | Antonio Magnani     |
|    | Italia (bandiera) | C     | Francesco Mocarelli |
|    | Italia (bandiera) | C     | Marco Pedotti       |
|    | Italia (bandiera) | C     | Bruno Russo         |
|    | Italia (bandiera) | C     | Nathan Schiavon     |
|    | Italia (bandiera) | C     | Domenico Toscano    |
|    | Italia (bandiera) | A     | Roberto Colacone    |
|    | Italia (bandiera) | A     | Luca Dosi           |
|    | Italia (bandiera) | A     | Daniele Giraldi     |
|    | Italia (bandiera) | A     | Andrea Mussi        |
|    | Italia (bandiera) | A     | Roberto Paci        |
|    | Italia (bandiera) | A     | Gabriele Scandurra  |

## Calciomercato

### Sessione estiva(dal 01/07 al 30/09)
| Acquisti | Acquisti           | Acquisti    | Acquisti     |
| R.       | Nome               | da          | Modalità     |
| -------- | ------------------ | ----------- | ------------ |
| P        | Federico Bigliazzi | Siena       | prestito     |
| P        | Ciro Polito        | Salernitana | comproprietà |
| P        | Denis Zanardo      | Siena       | prestito     |
| D        | Simone Angeli      | Pontedera   | prestito     |
| D        | David Bettoni      | Alessandria | prestito     |
| D        | Giacomo Chini      | Montevarchi | prestito     |
| C        | Andrea Boscolo     | SPAL        | prestito     |
| C        | Massimo Lombardini | Chievo      | prestito     |
| C        | Domenico Toscano   | Cosenza     | prestito     |
| C        | Silvio Giusti      | Chievo      | prestito     |
| C        | Nathan Schiavon    | Prato       | prestito     |

| Cessioni | Cessioni            | Cessioni        | Cessioni   |
| R.       | Nome                | a               | Modalità   |
| -------- | ------------------- | --------------- | ---------- |
| P        | Lorenzo Squizzi     | Salernitana     | svincolato |
| D        | Ivan Franceschini   | Genoa           | svincolato |
| D        | Manuele Guzzo       | Cosenza         | svincolato |
| D        | Stefano Ricci       | Salernitana     | svincolato |
| C        | Domenico Giampà     | Crotone         | svincolato |
| C        | Giorgio Gorgone     | Alzano Virescit | svincolato |
| C        | Antonio Obbedio     | Messina         | svincolato |
| A        | Cristian Biancone   | Vicenza         | svincolato |
| A        | Felice Foglia       | Torino          | svincolato |
| A        | Nazzareno Tarantino | Empoli          | svincolato |
| A        | Aladino Valoti      | Cosenza         | svincolato |

## Risultati

### Campionato

#### Girone di andata
| 5 settembre 1999 1ª giornata | Siena | 2 – 0 | Lucchese |  |

| 12 settembre 1999 2ª giornata | Lucchese | 2 – 1 | Montevarchi |  |

| 19 settembre 1999 3ª giornata | Lumezzane | 1 – 1 | Lucchese |  |

| 26 settembre 1999 4ª giornata | Lucchese | 1 – 1 | Varese |  |

| 3 ottobre 1999 5ª giornata | Cittadella | 4 – 2 | Lucchese |  |

| 10 ottobre 1999 6ª giornata | Lucchese | 1 – 3 | Brescello |  |

| 17 ottobre 1999 7ª giornata | Carrarese | 1 – 1 | Lucchese |  |

| 24 ottobre 1999 8ª giornata | Lucchese | 1 – 0 | Como |  |

| 7 novembre 1999 9ª giornata | AlbinoLeffe | 1 – 1 | Lucchese |  |

| 14 novembre 1999 10ª giornata | Lucchese | 2 – 0 | Modena |  |

| 21 novembre 1999 11ª giornata | Lucchese | 3 – 1 | San Donà |  |

| 28 novembre 1999 12ª giornata | Livorno | 3 – 1 | Lucchese |  |

| 5 dicembre 1999 13ª giornata | Lucchese | 1 – 0 | Reggiana |  |

| 12 dicembre 1999 14ª giornata | Lecco | 0 – 2 | Lucchese |  |

| 19 dicembre 1999 15ª giornata | Lucchese | 2 – 0 | Cremonese |  |

| 23 dicembre 1999 16ª giornata | Pisa | 1 – 3 | Lucchese |  |

| 6 gennaio 2000 17ª giornata | Lucchese | 2 – 1 | SPAL |  |

#### Girone di ritorno
| 9 gennaio 2000 18ª giornata | Lucchese | 1 – 1 | Siena |  |

| 15 gennaio 2000 19ª giornata | Montevarchi | 2 – 1 | Lucchese |  |

| 23 gennaio 2000 20ª giornata | Lucchese | 0 – 0 | Lumezzane |  |

| 30 gennaio 2000 21ª giornata | Varese | 0 – 0 | Lucchese |  |

| 6 febbraio 2000 22ª giornata | Lucchese | 1 – 0 | Cittadella |  |

| 13 febbraio 2000 23ª giornata | Brescello | 1 – 1 | Lucchese |  |

| 27 febbraio 2000 24ª giornata | Lucchese | 1 – 2 | Carrarese |  |

| 5 marzo 2000 25ª giornata | Como | 0 – 0 | Lucchese |  |

| 12 marzo 2000 26ª giornata | Lucchese | 0 – 0 | AlbinoLeffe |  |

| 19 marzo 2000 27ª giornata | Modena | 0 – 0 | Lucchese |  |

| 2 aprile 2000 28ª giornata | San Donà | 1 – 1 | Lucchese |  |

| 9 aprile 2000 29ª giornata | Lucchese | 1 – 0 | Livorno |  |

| 16 aprile 2000 30ª giornata | Reggiana | 0 – 0 | Lucchese |  |

| 22 aprile 2000 31ª giornata | Lucchese | 0 – 0 | Lecco |  |

| 30 aprile 2000 32ª giornata | Cremonese | 1 – 0 | Lucchese |  |

| 7 maggio 2000 33ª giornata | Lucchese | 1 – 1 | Pisa |  |

| 14 maggio 2000 34ª giornata | SPAL | 1 – 1 | Lucchese |  |